# Vladimír Zedník
Vladimír Zedník (Praga, 1º febbraio 1947) è un ex tennista cecoslovacco.

## Carriera
In carriera ha vinto un titolo in singolare e tre titoli di doppio. Nei tornei del Grande Slam ha ottenuto il suo miglior risultato raggiungendo i quarti di finale nel singolare agli Australian Open nel 1974.
In Coppa Davis ha giocato un totale di 10 partite, collezionando 4 vittorie e 6 sconfitte. Con la squadra cecoslovacca ha disputato la finale della competizione nel 1975.

## Statistiche

### Singolare

#### Vittorie (1)
| Numero | Anno           | Torneo               | Superficie  | Avversario in finale | Punteggio     |
| 1.     | 1º luglio 1978 | Berlin Open, Berlino | Terra rossa | Harald Elschenbroich | 6-4, 7-5, 6-2 |

#### Finali perse (2)
| Numero | Anno            | Torneo                                | Superficie  | Avversario in finale | Punteggio     |
| 1.     | 30 gennaio 1972 | Roanoke International Tennis, Roanoke | Cemento     | Jimmy Connors        | 4-6, 6-7      |
| 2.     | 30 luglio 1978  | Austrian Open, Kitzbühel              | Terra rossa | Chris Lewis          | 1-6, 4-6, 0-6 |

### Doppio

#### Vittorie (3)
| Numero | Anno              | Torneo                        | Superficie  | Compagno  | Avversari in finale          | Punteggio |
| 1.     | 23 settembre 1973 | Los Angeles Open, Los Angeles | Cemento     | Jan Kodeš | Jimmy Connors Ilie Năstase   | 6-2, 6-4  |
| 2.     | 28 ottobre 1973   | ATP Praga, Praga              | Terra rossa | Jan Kodeš | Robert Machan Balázs Taróczy | 6-3, 7-6  |
| 3.     | 6 aprile 1974     | Palm Desert WCT, Palm Desert  | Cemento     | Jan Kodeš | Raymond Moore Onny Parun     | 6-4, 6-4  |

#### Finali perse (2)
| Numero | Anno             | Torneo                                        | Superficie  | Compagno     | Avversari in finale                  | Punteggio     |
| 1.     | 27 febbraio 1972 | U.S. Indoor National Championships, Salisbury | Cemento     | Juan Gisbert | Andrés Gimeno Manuel Orantes         | 4-6, 3-6      |
| 2.     | 18 giugno 1978   | Brussels Outdoor, Bruxelles                   | Terra rossa | Onny Parun   | Jean-Louis Haillet Antonio Zugarelli | 3-6, 6-4, 5-7 |